# Dio (album)
Dio è il settimo album studio pubblicato dall'artista norvegese Jorn. Il disco è un tributo alla leggenda del metal Ronnie James Dio e comprende cover appunto dei Dio, Black Sabbath e Rainbow, più una canzone originale di Jorn intitolata "Song for Ronnie James", da cui è stato estratto anche un video.

## Tracce
1. Song for Ronnie James
2. Invisible
3. Shame on the Night
4. Push
5. Stand Up and Shout
6. Don't Talk to Strangers
7. Lord of the Last Day
8. Night People
9. Sacred Heart
10. Sunset Superman
11. Lonely Is the Word / Letters from Earth (2010 version)
12. Kill the King
13. Straight Through the Heart

## Formazione
- Jørn Lande: voce
- Tor Erik Myhre: chitarra
- Jgor Gianola: chitarra
- Tore Moren: chitarra
- Nic Angileri: basso
- Willy Bendiksen: batteria